# Hières-sur-Amby
Hières-sur-Amby is een gemeente in het Franse departement Isère (regio Auvergne-Rhône-Alpes). De plaats maakt deel uit van het arrondissement La Tour-du-Pin. Hières-sur-Amby telde op 1 januari 2022 1.198 inwoners. 

## Geografie
De oppervlakte van Hières-sur-Amby bedroeg op 1 januari 2022 8,73 vierkante kilometer; de bevolkingsdichtheid was toen 137,2 inwoners per km².

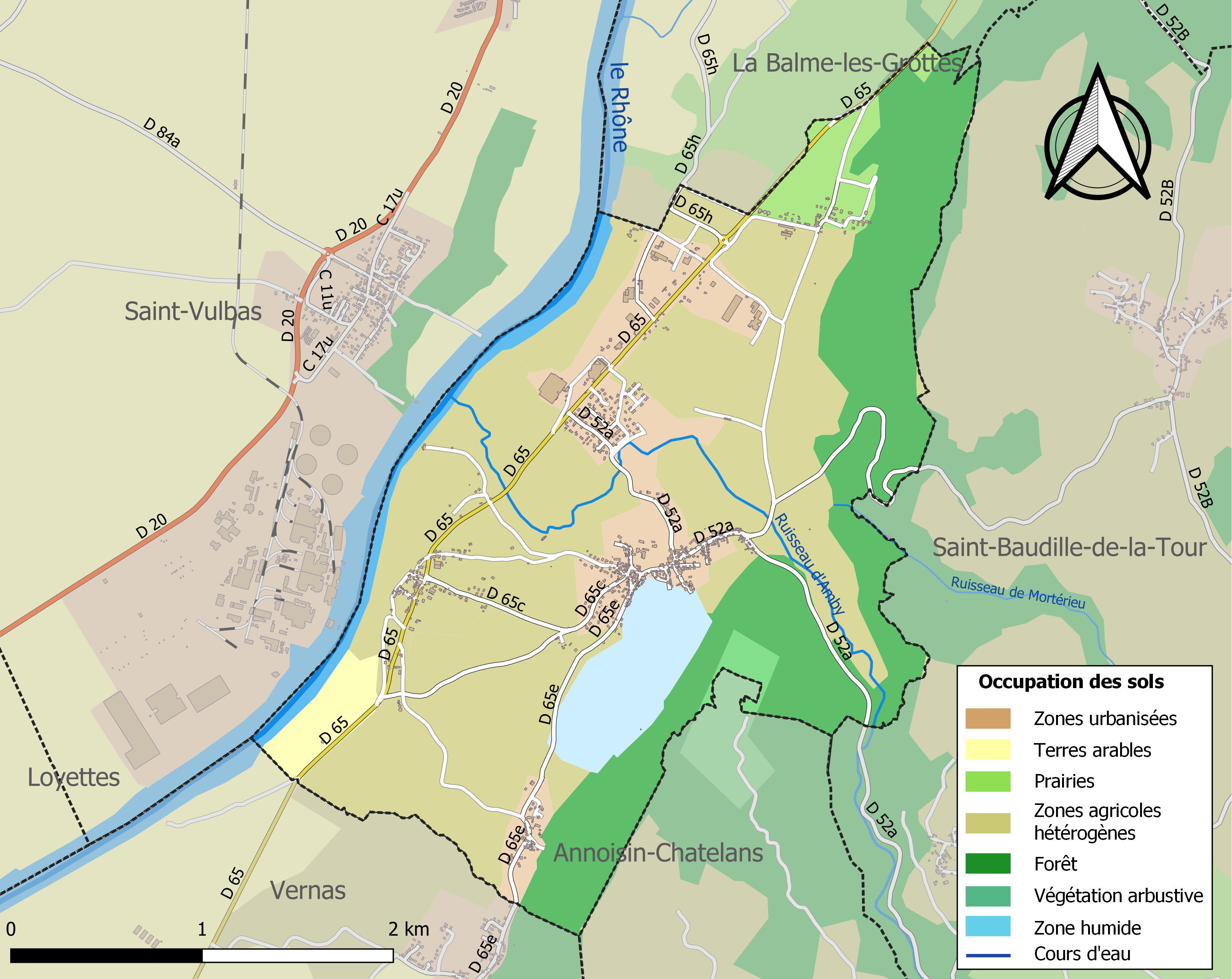
Kaart van de gemeente met de belangrijkste infrastructuur, bodemgebruik en omliggende gemeenten

## Demografie
Onderstaande figuur toont het verloop van het inwonertal (bron: INSEE-tellingen).